# Детские голоса
«Детские голоса» (исп. Pequeñas voces, c испанского переводится как «Тихие голоса») — колумбийский мультфильм режиссёра Хаиро Эдуардо Каррильо, выпущенный в 2011 году. Мультфильм посвящён воспоминаниям «перемещённых» детей в результате военных действий, а также обманом вовлечённых в них. Повествование ведётся в них самими жертвами войны и их голосами, в мультфильме также широко задействованы их рисунки. Детские голоса стал первым 3D мультфильмом, выпущенным в Латинской Америке.

## Сюжет
Рассказ ведётся четырьмя детьми (8-14 лет), среди которых 3 мальчика и 1 девочка. Все они живут в сельской местности, наслаждаясь в тёплом семейном кругу почти беззаботным и счастливым детством. Условная первая часть мультфильма посвящена их весёлым забавам и играм. Одному из мальчиков партизанский командир предлагает вступить в партизанский отряд, суля хороший заработок. Тот сбегает из дома и пребывает вместе с несколькими своими сверстниками в лесной лагерь к партизанам. Однако первоначальный восторг сменяется сначала трудностями при военном обучении, а вскоре и ужасом, так как партизаны избавляются, убивая, от его раненого товарища, а также необходимостью самому убивать в бою. Затем начинаются активные боевые действия между правительственными войсками и партизанами в городе и местности, где живут герои, сея разрушения, ужас и страх там, где живут мирные жители, включая и детей. 10-летнему мальчику отрывает взрывом случайного снаряда правую руку и правую ногу. Любимого отца девочки партизаны уводят с собой, после чего она его больше никогда не видит. В итоге все семьи вынуждены покинуть родные места, перебравшись в более безопасный город, один из мальчиков тяжело переживает при переезде расставание со своими собаками.
Несмотря на все свои тяжёлые потери, дети сохраняют присутствие духа и оптимизм в конце мультфильма.

## Премии и участие в кинофестивалях

### Национальные
- Лучший документальный фильм, Международный кинофестиваль в Картахене -FICCI-, Колумбия, 2011.

### Международные
- кинофестиваль Трайбека, США.
- Международный фестиваль документального кино в Амстердаме, Нидерланды.
- Международный кинофестиваль в Гётеборге, Швеция.
- XIII кинофестиваль, посвящённый правам человека в Буэнос-Айресе, Аргентина, 2011.